# Любнув (Опольське воєводство)
Любнув (пол. Lubnów, нім. Liebenau) — село в Польщі, у гміні Покуй Намисловського повіту Опольського воєводства.
Населення — 293 особи (2011).

## Демографія
Демографічна структура станом на 31 березня 2011 року:
|          | Загалом | Допрацездатний вік | Працездатний вік | Постпрацездатний вік |
| -------- | ------- | ------------------ | ---------------- | -------------------- |
| Чоловіки | 137     | 37                 | 92               | 8                    |
| Жінки    | 156     | 31                 | 99               | 26                   |
| Разом    | 293     | 68                 | 191              | 34                   |